# Hajvoron
Hajvoron (in ucraino Гайворон?) è una città  dell'Ucraina (14 010 abitanti) situata nel distretto di Holovanivs'k, nell'oblast' di Kirovohrad. Ospita l'amministrazione della comunità territoriale di Hajvoron, una delle comunità territoriali dell'Ucraina.
Fino al 18 luglio 2020 Hajvoron è stata il centro amministrativo del distretto di Hajvoron, abolito come parte della riforma amministrativa dell'Ucraina, che ha ridotto a quattro il numero dei distretti dell'oblast' di Kirovohrad. L'area del distretto di Hajvoron è stata fusa nel distretto di Holovanivs'k.